# Hypophyseninsuffizienz
Bei der Hypophyseninsuffizienz (Hypophysenunterfunktion) handelt es sich um eine Störung der Produktion und somit um eine insuffiziente Ausschüttung der Hormone der Hypophyse. Unterschieden wird die Unterfunktion des Hypophysenvorderlappens (Hypophysenvorderlappeninsuffizienz, Abkürzung: HVL-Insuffizienz, synonym: Hypopituitarismus, Morbus Simmonds oder Simmondssche Krankheit) und die Unterfunktion des Hypophysenhinterlappens (Hypophysenhinterlappeninsuffizienz, Abkürzung: HHL-Insuffizienz).
Die dadurch auftretenden Störungen ergeben sich aus den physiologischen Wirkungen der jeweiligen Hormone.

## Ursachen
- Tumoren
- Verletzungen: Schädel-Hirn-Traumata, Geburtstraumata (häufiger bei Steißgeburten), (totale) Hypophysektomie
- Hirnnekrosen, Sonderform: Sheehan-Syndrom
- Entzündungen
- autoimmune Reaktionen
- seltene Syndrome wie das Pallister-Hall-Syndrom oder das RHYNS-Syndrom

oder unbekannt (idiopathisch)

## Symptome
- Störungen des Menstruationszyklus (Amenorrhoe, Polymenorrhoe)
- Störungen des Wachstums (Kleinwuchs): hypophysärer Zwergwuchs (Nanosomia pituitaria)
- Diabetes insipidus
- Fettsucht durch Verlangsamung des Fettstoffwechsels
- Störung der natürlichen Bildung der primären Geschlechtsorgane
- allgemein ein Ausbleiben der Pubertät

## Therapie
Die Hypophyseninsuffizienz wird in Abhängigkeit von der Ursache operativ oder medikamentös behandelt. Dazu werden die verschiedenen Hormone, die im Körper nicht gebildet werden, substituiert. Aber nicht die Releasing-Hormone werden ersetzt, sondern Hormone wie z. B. Testosteron, Thyroxin, Somatotropin, Cortisol.